# Паранормална активност
Паранормална активност (енгл. Paranormal Activity) је амерички натприродни хорор филм из 2007. године који је продуцирао, написао, режирао, фотографисао и уредио Орен Пели. Усредсређен је на млади пар којег прогони натприродно присуство у њиховом дому. Затим су поставили камеру како би документовали шта их прогања. Филм користи конвенције пронађених снимака који су се огледали у каснијим филмовима серије.
Филм је првобитно развијен као независни филм и приказан је на фестивалу 2007. године, а филм је снимљен за 15.000 америчких долара. Потом га је преузео Paramount Pictures и модификовао, посебно с новим завршетком који је коштао додатних 200.000 америчких долара. Добио је ограничено америчко издање 25. септембра 2009, а затим национално 16. октобра 2009. Филм је на америчком бокс офису скоро 108 милиона америчких долара и додатних 85 милиона америчких долара међународно за укупно 193 милиона америчких долара широм света. Paramount/DreamWorks купио је америчка права за 350.000 америчких долара. Представља најпрофитабилнији филм који је икад снимљен, заснован на повраћају улагања, мада је такве цифре тешко проверити независно, јер ће ово вероватно искључити маркетиншке трошкове.
Филм је први (хронолошки, трећи) део у филмској серији Паранормална активност. Паралелни наставак и преднаставак, Паранормална активност 2, објављен је 2010. године. Успех прва два филма изнедрио би додатне филмове из серије: преднаставак Паранормална активност 3 током 2011. и Паранормална активност 4 (наставак другог дела) током 2012. године. Пети наставак, Обележени, објављен је 2014. и шести наставак, Димензија духова, објављен је 2015. године.
Дана 19. јуна 2019, Paramount је најавио да је седми наставак у развоју и да ће бити објављен 19. марта 2021. године. Међутим, током августа 2020, најављено је да је одложен до 4. марта 2022. године.

## Радња
Током 2006. године, Кејти и Мика, млади пар, пресељавају се у нову кућу у Сан Дијегу. Кејти тврди да је зло присуство прогони откако је била дете, па Мика поставља камеру у њихову спаваћу собу како би снимила било какву паранормалну активност која се догоди док спавају. Познати видовњак, др Фридрих, који открива да Кејти прогони демон који се храни негативном енергијом и који је намеран да је мучи, саветује их да не комуницирају са демоном и да по потреби контактирају демонолога др Џона Аверијеса. Кејти делује заинтересовано, али Мика ово не схвата озбиљно.
Камера снима многе необичне појаве, које су у почетку споредне, попут буке, треперења светла и померања врата спаваће собе. Међутим, Мика се исмева и руга демону, убрзо погоршавајући ситуацију. Током прве ноћи чују се звецкања тастера. Тринаесте ноћи демон бесно завришти, зачује се снажан ударац и врата се затварају. Следећег јутра Мика проводи тестове диктафона који откривају демонско гунђање када Мика пита да ли би желео да користи Виџа плочу. Током петнаест ноћи, чини се да је Кејти у трансу док устаје и стоји поред кревета и два сата зури у Мику пре него што изађе напоље. Мика покушава да убеди Кејти да се врати унутра, али она одбија и чини се да се следећег дана не сећа ничега.
Мика доноси кући Виџа плочу, разбеснивши Кејти. Кад изађу из куће, камера бележи невидљиву силу која помера показивач плоче да би створила непознату поруку на плочи Виџа, која се затим спонтано запали. Кејти види видео и моли Мику да контактира демолога, али он опет одбија. Током седамнаест ноћи, Мика посипа беби пудер у ходнику и испред врата спаваће собе. Пар пробуде шкрипе и пронађу нехумане трагове стопала који воде до поткровља где Мика проналази спаљену фотографију младе Кејти. Кејти коначно зове демонолога, али сазнаје да је ван земље. 
Догађаји приказани у филму престрашили су Кејти, што је ојачало демонову моћ. На крају позову доктора Фридриха назад у кућу, али када уђе, изнервира га ниво демонске енергије који тамо осећа. Изјављујући да његово присуство само љути демона, он се извињава и одлази. Ова суморна стварност доводи до тога да пар губи сваку наду. Двадесете ноћи Кејти је извучена из спаваће собе и демон је напада у мраку. Камера је све време непомична, остављајући публику несигурном у ономе што се догодило. Показује се да је демон угризао Кејти. Мика открива траг угриза и одлучује да су догађаји превише ван контроле да би остали у кући. Спакује се да обоје крену у мотел. Мика затиче Кејти да не реагује и открива да држи крст тако чврсто да јој рука крвари. Мика узима крст и пали га. Баш кад су спремни да оду, запоседнута Кејти инсистира да остану, а затим разговара са неким очигледно поред ње, говорећи да ће сада бити добро.
На двадесет и прву ноћ, Кејти поново устаје из кревета и два сата буљи у Мику пре него што сиђе доле. Након тренутка тишине, Кејти вришти за Миком и он брзо жури да јој помогне. После тога, Мика вришти од бола, Кејти престаје да вришти и, након још једног тренутка тишине, горе се чују тешки кораци. Одједном се зачује гласан урлик док се Миково тело насилно баца на камеру која је одбијена од статива, откривајући демонску Кејти која стоји на вратима са крвљу на кошуљи. Полако уђе у собу и привуче се Миковом телу, а затим са осмехом погледа у камеру. Док се баца према камери, њено лице поприма демонски изглед баш у тренутку кад се сцена прецрни и зачује се ново режање. У тексту се наводи да је Микино тело полиција открила 11. октобра 2006. и да је Кејти нестала.

### Алтернативни завршеци
Када је Paramount купио филм, првобитни завршетак је одбачен, а за филм су развијена два нова завршетка, од којих је један виђен у биоскопима (одбачени завршетак приказан је на само једном јавном гледању).

### Оригинални завршетак
Уместо биоскопског завршетка где запоседнута Кејти носи Микино тело и баца га у камеру, овде се Кејти враћа у спаваћу собу сама, с ножем којим је убила Мику. Затим седне на под уз кревет и почне да се љуља напред-назад. Негде око следећег дана, Кејтина пријатељица Амбер открива Микино тело доле и бежи у паници, али Кејти и даље не реагује. У 9 сати ноћу, два полицајца улазе у кућу и долазе до спаваће собе где проналазе запоседнуту Кејти са ножем. Угледавши их, Кејти се изненада враћа у своје нормално стање и пита их где се Мика налази. Али полицајац је у паници пуца и она умире након што се врата тавана сама од себе затворе. Камера затим постаје црна док настављају потрагу по кући, тражећи извор звука. Тада се појављује текст посвећен овом филму сећању на Мику и Кејти. Овај завршетак је требало да буде у биоскопском објављивњу, али је касније измењен захтевом редитеља Стивена Спилберга. 

### Алтернативни завршетак
У другом завршетку, Кејти се, након што је убила Мику изван екрана, враћа горе сама попут оригиналног завршетка. Овог пута она затвара врата спаваће собе и прилази камери. Затим се суочава са камером и пререже себи врат, одузимајући јој живот. Њено беживотно тело тада пада на под док камера прелази у црно.

### Избрисани завршетак
Према речима редитеља Орена Пелија, постојао је још један планирани завршетак који никада није снимљен, где би Кејзи однела камеру доле и позвала Мику. Потом би Мика насмрт умртвила камером по његовом доласку, где би публика сведочила убиству са становишта камере. Због бруталности овог секвенце, сцена је укинута. 

## Улоге
| Глумац          | Улога      |
| --------------- | ---------- |
| Кејти Гедерстон | Кејти      |
| Мика Слоут      | Мика       |
| Марк Фридрихс   | др Фридрих |
| Амбер Армстронг | Амбер      |
| Ешли Палмер     | Дијана     |